# 张民选
张民选（1953年10月—），男，江苏人，中国教育家，中国共产党党员，曾任上海师范大学校长。

## 生平
1982年本科毕业于安徽师范大学，1986年于杭州大学获硕士学位，2001年于香港大学获博士学位。曾赴英国牛津大学、莱斯特大学、东英吉利大学和美国弗吉尼亚大学作访问学者和客座研究员。历任上海师范大学教育科学研究所副所长，上海师范大学教育科学学院副院长，上海实验学校校长，上海师范大学教育科学学院院长，上海师范大学副校长，上海市教育委员会副主任，上海市教育科学研究院院长，上海师范大学校长。

## 社会兼职
中国教育学会常务理事，中国高等教育学会常务理事，教育部教育学类专业教学指导委员会副主任。

## 奖项和荣誉
- 1994年，获第二届上海市哲学社会科学优秀成果三等奖
- 2000年，获第五届上海市哲学社会科学优秀成果三等奖
- 2004年，获第七届上海市哲学社会科学优秀成果三等奖
- 2006年，获第八届上海市哲学社会科学优秀成果三等奖
- 2010年，获第十届上海市哲学社会科学优秀成果二等奖
- 2012年，获第十一届上海市哲学社会科学优秀成果一等奖
- 2014年，获评亚洲首位“全球教育领导者”[3]
- 2014年，获亚洲协会首届“创变者奖”[4]
- 2015年，获第七届高等学校科学研究优秀成果奖（人文社会科学）三等奖（第一完成人）[5]
- 2016年，获第五届全国教育科学研究优秀成果二等奖（第三完成人）、三等奖（独立）[6]
- 2018年，获第十四届上海市哲学社会科学优秀成果一等奖[7]
- 2018年，获国家级教学成果二等奖[8]